# Dictyoconinae
Dictyoconinae es una subfamilia de foraminíferos bentónicos de la familia Orbitolinidae, de la superfamilia Orbitolinoidea, del suborden Orbitolinina y del orden Loftusiida. Su rango cronoestratigráfico abarca desde el Jurásico medio hasta la Oligoceno.

## Discusión
Clasificaciones previas incluían Dictyoconinae en el suborden Textulariina del orden Textulariida o en el orden Lituolida.

## Clasificación
Dictyoconinae incluye a los siguientes géneros:
- Abrardia †
- Barattolites †
- Calveziconus †
- Campanellula †
- Carinoconus †
- Coskinolinoides †
- Cribellopsis †
- Cushmania †
- Daviesiconus †
- Dictyoconella †
- Dictyoconus †
- Fallotella †
- Falsurgonina †
- Heterocoskinolina †
- Iraqia †
- Karsella †
- Orbitolinella †
- Orbitolinopsis †
- Paleodictyoconus †
- Pseudorbitolina †
- Sayyabellus †
- Simplorbitolina †
- Urgonina †
- Valdanchella †
- Verseyella †

Otros géneros asignados a Dictyoconinae y clasificados actualmente en otras subfamilias y/o familias son: 
- Cymbriaella †, ahora en la familia Hauraniidae
- Gutnicella †, ahora en la familia Hauraniidae
- Kilianina †, ahora en la familia Hauraniidae
- Meyendorffina †, ahora en la familia Hauraniidae
- Paracoskinolina †, ahora en la subfamilia Praedictyorbitolininae

Otros géneros considerados en Dictyoconinae son:
- Coskinolinella †
- Drobneina †, aceptado como Verseyella
- Heterodictyoconus †, aceptado como Cushmania
- Orbitolinoides †, aceptado como Cushmania